# Belenois calypso
Belenois calypso е вид пеперуда от семейство Pieridae. Видът не е застрашен от изчезване.

## Разпространение
Разпространен е в Ангола, Бенин, Буркина Фасо, Габон, Гамбия, Гана, Гвинея, Гвинея-Бисау, Демократична република Конго, Екваториална Гвинея, Камерун, Кения, Кот д'Ивоар, Либерия, Нигерия, Сенегал, Сиера Леоне, Танзания, Того, Уганда и Централноафриканска република.